# 我的星光大道
《我的星光大道》，馬來西亞ntv7時裝電視劇，製作單位為新傳媒製作馬來西亞分公司，由吳俐璇、陳俐杏、秦雯彬、吳維彬、杜尉綸、李承運及楊威文領銜主演，監製為郭贄豪，製作人為楊錫彬。

## 播出时间

### 首播
| 頻道 | 所在地   | 播映日期       | 播出時間               |
| ntv7 | 马来西亚 | 2016年12月20日 | 星期一至四 21:30-22:30 |

### 重播
| 頻道     | 所在地   | 播映日期       | 播出時間               |
| 八度空间 | 马来西亚 | 2017年10月10日 | 星期一至五 15:00-16:00 |
| 八度空间 | 马来西亚 | 2025年5月14日  | 星期一至四 22:00-23:00 |

## 故事概要
JOJO在台庆剧的记者发布会前闹失踪，随后传出与当红艺人王乐天（杜尉纶饰）幽会，尔后发生了车祸，成为新闻头条，让一对绯闻男女地下恋情曝光。
JOJO的绯闻和不堪的家庭背景被人揭发，让原本担纲台庆剧的女主角换成了同公司的来自小康家庭的师妹辛悦顶替。辛悦对演艺之路怀抱梦想，第一部电视剧就当上女主角，自认幸运之神降临，充满希望。辛悦的母亲经常炫耀自己有个明星女儿，而父亲从一开始的反对到最后选择支持和鼓励，给了辛悦很大的信心。
JAN（秦雯彬饰）是JOJO的经纪人，也是她倾诉的对象，两人总在危难关头互相扶持。JAN有个外号叫“霸王鸡”，做事干脆利落，一副女强人的模样，但有谁会知道女强人的面罩底下竟是遭受家暴的无助女人。JAN的丈夫名扬（杨威文饰）曾经是金牌编剧，但因长江后浪推前浪而渐渐被淘汰，对自己越来越没信心。名扬一直以为JAN对旧情人罗仲安念念不忘，只要看到他们在一起就会火冒三丈，克制不了自己进而对JAN动粗。
乐天的经纪与JAN唱反调，两人一直为JOJO和乐天的恋情以及竞争而针锋相对，两人也多次为了抢角色而发生冲突。MAY为达目的不择手段，是个阴险狡猾的人，对JAN造成不少的伤害。辛悦一直视JOJO为模范目标，却发现自己最爱的偶像王乐天竟然是JOJO的秘密情人，心里又羡慕又难过。造型师智杰第一次遇见辛悦就深深被她吸引，为她设计的造型，经常让人眼睛为之一亮。但辛悦对他没有感觉，一心只想着王乐天。智杰鼓起勇气向她告白，她也只把智杰当好朋友,让他无奈心酸。辛悦的星路没有自己想象中顺遂，第一部担纲主角的电视剧被饰演女反派的JOJO针对，加上导演的要求严苛,让辛悦一度怀疑自己,所幸智杰一直陪伴，不断给予鼓励和支持。
辛悦从丑小鸭渐渐变天鹅,知名度直逼师姐JOJO，甚至还与王乐天同台飙戏,饰演情侣,满足辛悦的幻想,谁知道王乐天私底下却对辛悦展开追求，让幸悦一时间不知所措。辛悦与王乐天被塑造成金童玉女的组合，但辛悦明白王乐天最爱的人是JOJO，鼓励他把JOJO追回来。
JOJO面对不少世俗的眼光与舆论，压力重重，被新搬来的邻居国诚（吴维彬饰）误会她要自杀，急忙出手相救，反被JOJO斥责。身为企业公司老板的国诚，行事低调神秘个性沉稳内敛。JOJO面临山穷水尽的窘境，国诚出手援助，让JOJO对他产生好感。国诚的前女友与JOJO有一些共同点，故而让国诚产生怜爱之情，两人开始频繁交往，JOJO甚至愿意做国诚的合约情人。JOJO不仅面对事业上的挑战，还周旋在国诚与乐天的感情纠葛，陷入两难……

## 主要演員表

### 主要演员
| 演員   | 角色         | 暱稱/關係 | 登场集数   |
| 吳俐璇 | 李祖研(JOJO) | JOJO 当红女星 王乐天之女友，后分手 方珍妮之好友兼旗下艺人，后解约跳槽到May公司 May之旗下艺人，后解约 原定是台庆剧女主角，后成为台庆剧反派 第1集因为与乐天吵架驾了他的跑车而出车祸 第3集在记者会上坦白自己的父亲是赌徒 第27集拍戲發生意外昏迷 第29集甦醒并失憶 | 全剧       |
| 陳俐杏 | 冯辛悦       | 跑龙套，后为当红女星 冯耀成之女儿,其后去世 JOJO之粉丝，爆红后被其针对，后成为好友 方珍妮之旗下艺人 意外顶替台庆剧女主角 第2集意外在节目跌倒后人气急升 郭智杰暗恋对象兼好友后为男友                                                                            | 全剧       |
| 秦雯彬 | 方珍妮(Jan)  | 霸王Jan/霸王鸡 王牌经理人 李祖研(JOJO)之经纪人，后解约 冯辛悦之经纪人 许名扬之妻，经常被其打，后提出离婚但复合 ， 最终还是和好 | 全剧       |
| 吳維彬 | 刘国诚       | 富二代 CA饮食集团总裁 因JOJO有和前女友一样的纹身才喜欢JOJO，签下情侣合约成为JOJO男友，后真正喜欢JOJO 父亲反对他们在一起 JOJO喜欢的对象但是怀疑JOJO有私生女 台庆剧赞助人 第1集误以为JOJO在游泳池想自杀而跳下救她反而巴脸                                       | 全剧       |
| 杜尉綸 | 王乐天       | 当红男星 JOJO之男友，后分手 第28集发生严重车祸导致毁容 | 全剧       |
| 李承運 | 郭智杰       | 电视台造型师 暗恋冯辛悦 冯辛悦之好友后为女友 于第13集与辛悦同居因耀成之死所以被辛悦妈妈邀请去一起住 | 2-30       |
| 楊威文 | 许名扬       | 名扬 编剧 曾是当红的编剧 方珍妮之夫 患上狂躁症，经常因吃醋暴打方珍妮，后差点离婚 | 全剧       |
| 陈诗莹 | 李美美       | MAY 王乐天之经纪人 李祖研(JOJO)之经纪人，后解约 | 全剧       |
| 陈沛兴 | 胡须佬       | JOJO爸 当红女星之父 JOJO（李祖研）之父亲 赵明真之丈夫，第3集在记者会上女儿坦白父亲是赌徒 第29集因出意外而死亡 | 全剧       |
| 黎艳琼 | 赵明真       | JOJO妈 当红女星JOJO（李祖研）之母亲, 胡须佬之妻子，后更与女儿相认 | 全剧       |
| 沈韵柔 | 洗头妹       | - 王牌造型师 李祖研(JOJO)和冯辛悦之造型师 | 第1至第3集 |
| 周柔美 | 助理         | - 当红女星JOJO（李祖研）之贴身助理 | 第1至第3集 |

## 主角
- 此劇是兩位女主角吳俐璇與秦雯彬以ntv7十大藝人的身份最後拍攝的作品。

## 電視節目的變遷
| 马来西亚 Ntv7 7势如虹时段 星期一至四 21:30 - 22:30 | 马来西亚 Ntv7 7势如虹时段 星期一至四 21:30 - 22:30 | 马来西亚 Ntv7 7势如虹时段 星期一至四 21:30 - 22:30 |
| -------------------------------------------------- | -------------------------------------------------- | -------------------------------------------------- |
|                                                    | 我的星光大道 （2016.12.20 - 2017.02.08）           |                                                    |
| 信約：我們的家園 （2016.10.27 - 2016.12.19）       | 心门 （2017.02.14 - 2017.04.05）                   |                                                    |

| 新加坡 新传媒8频道 （重播） 星期一至五 14:30 - 15:30 | 新加坡 新传媒8频道 （重播） 星期一至五 14:30 - 15:30 | 新加坡 新传媒8频道 （重播） 星期一至五 14:30 - 15:30 |
| ---------------------------------------------------- | ---------------------------------------------------- | ---------------------------------------------------- |
|                                                      | 我的星光大道 (2019.04.19 -2019.05.30) PG             |                                                      |
| 脈動人心 (2019.03.08 - 2019.04.18)                   | 芈月传 (2019.05.31 -2019.09.23)                      |                                                      |
| （重播） 星期一 00:00 - 02:00                        |                                                      |                                                      |
| 樂在雙城 (2021.11.01 - 2022.01.10)                   | 我的星光大道 (2022.01.17 - 2022.04.25)               | 復仇女王 (2022.05.02 - 2022.07.04)                   |

## 外部連結
- Ntv7 7势如虹 － 我的星光大道 Star Avenue的Facebook專頁